# Nahija
Nahija (arabsky نَاحَيِة‎, ˈnaːħijaʾ, turecky nahiye) je územní jednotka regionálního typu, která se obvykle skládá z několika vesnic nebo někdy i menších měst. 

## Užití

### Současnost
- Irák: nāhijaʾ (arabsky نَاحَيِة‎) je třetí úrovní administrativního dělení. Lze ji přeložit jako distrikt, nebo okrsek. Vyšší úrovní je qaḍā (قضاء‎) a nad ní je guvernorát.
- Sýrie: nāhijaʾ je třetí úrovní administrativního dělení,[p 1] podobně jako v Iráku. Vyšší úrovní je mintaqaʾ (arabsky مِنْطَقَة‎)[p 2] a nad ní je guvernorát.
- Tádžikistán: druhou úrovní administrativního dělení je nohija (tádžicky ноҳия), která odpovídá rajónu v administrativním dělení Sovětského svazu. Lze ji přeložit jako okres. Vyšší jednotkou je vilojat (вилоят) a ten  odpovídá oblasti v sovětském administrativním dělení.
- Sin-ťiang, Čína: čínské okresy (县, sien) se zde nazývají ujgursky ناھىيىسى‎, nahijisi. Vyšším celkem je prefektura.

### Minulost
- Jordánsko: druhou úrovní administrativního dělení je liwā (arabsky لواء‎‎), dříve nazývaná nāhijaʾ;[p 3] lze přeložit jako okres. Vyšším celkem je guvernorát.
- Osmanská říše: nahiye byla správní jednotka třetí úrovně[p 4] a řídil ji müdür. Vyšším celkem byly kazy, jež byly složeny z nahijí a vesnic (turecky karye‎), které řídil muhtar.[1] Reformou z roku 1871 se nahije[p 5] stala mezičlánkem mezi kazou a vesnicí.[1] Ještě vyšším celkem byl sandžak.[2]